# Операција Ратвик
Током прве недеље септембра 1944. крупне снаге савезничког ваздухопловства и посебно додељене снаге НОВЈ извели су заједничку операцију Ратвик против за Немце виталних комуникација у Југославији. Циљ операције био је отежавање положаја, смањење борбене моћи, и посебно онемогућавање маневрисања немачких снага на Балкану.
Операција је изведена са великим успехом. И након окончања операције, снаге НОВЈ у садејству са савезничким ваздухопловством наставиле су са успехом овај притисак. Тиме је немачка команда онемогућена да маневром употреби своје снаге из Грчке на суседним европским ратиштима. Немцима је онемогућено маршевско маневрисање - њихове снаге у покрету су раздвојене на много група, везане за положаје и натеране на дуготрајно пробијање под борбом.
Ова изолација крупних немачких снага омогућила је брзо ослобођење Србије, успешно извођење Београдске операције и форсирано напредовање Црвене армије у јужну Мађарску, што је било од великог значаја за окончање рата у Европи.

## Околности, циљеви и планирање операције
Током 1944. сарадња НОВЈ и западних савезника брзо је напредовала. Осим снабдевања оружјем и ратним материјалом, те евакуације и збрињавања рањеника, током године све више се наметала потреба и за разним видовима борбеног садејства савезничког ваздухопловства и, уз организационе тешкоће, и ово борбено садејство почело је полако напредовати.
Савезници су током 1944. имали програм стратешког бомбардовања за које су додељивали знатне ваздухопловне снаге, и који је обухватао и територију Југославије. За сарадњу са НОВЈ додељене су знатно мање снаге (више у чланку Балканско ратно ваздухопловство).
Почетком 1944. Савезници су дефинитивно напустили Михаиловића имајући првенствено у виду војну корист коју могу да добију од НОВЈ. Дејства на комуникације у Југославији - с обзиром на непосредно суседство италијанског ратишта и перспективу искрцавања на Балкану - била су трајан савезнички интерес. Овај интерес оствариван је сарадњом БАФ-а са локалним формацијама НОВЈ и повременим случајевима сарадње са крупнијим ваздухопловним формацијама Савезника.
Међутим, развој ситуације током лета 1944. створио је потребу да се ова заједничка активност знатно ојача и да јој се да већи значај. Наиме, Немци су на Балкану држали крупне ефективе (Група армија Ф са 600-700.000 немачких војника). Развој оперативне ситуације чинио је све вероватнијим извлачење немачких ефектива из Грчке ради њихове употребе на суседним ратиштима. Тако је створен план да се употребе снаге НОВЈ за једну велику заједничку операцију са циљем спречавања Немаца да то остваре.
План је потекао од бригадног генерала Маклејна, савезничког војног представника при Врховном штабу НОВ и ПОЈ. Он је предвиђао истовремену масивну употребу савезничког стратешког ваздухопловства и крупних снага НОВЈ против инфраструктуре, кључних објеката и стратешких позиција на комуникацијама кроз Југославију. Маклејн је свој план представио савезничком Команданту Средоземља, генералу Вилсону, који га је прихватио. Приликом састанака премијера Черчила и команданта Вилсона са Титом у Италији између 6. и 14. августа, добијена је и Титова сагласност за овај план. То је конкретно била корист и противуслуга коју су савезници очекивали за узврат кад су пружили помоћ партизанима у походу на Србију.
Вести које су стизале са свих страна биле су истоветне: немачка офанзива је попуштала и, поступно, иницијативу су преузимали партизани. И сада, из различитих извора, све упорније су се јављале нове гласине — гласине да Немци намеравају да се повуку са Балкана, да прекину и смање своје губитке и да се повуку на погоднију за одбрану линију фронта на северу.
Уколико се не жели да се рат у Европи непотребно продужи, онда је од изузетног значаја да се Немци спрече да неометано спроведу своју намеру. Користивши се тиме што су ми генерал Вилсон и Тито били такорећи надохват руке, одмах сам обојици изнео план којим би се осигурало да се, у случају повлачења, извуче што мање Немаца.
Овај план је назван операција „Ретвик“. Ја сам предложио да у периоду од једне недеље, који треба да се поклопи што је могуће више са очекиваним почетком немачког повлачења, партизани на копну, а савезници на мору и из ваздуха изврше читав низ пажљиво планираних и координираних напада на непријатељеве комуникације широм Југославије. Ово би збунило снаге које се повлаче и озбиљно отежало њихово даље повлачење.
Прво сам овај план изнео Билу Елиоту. Њему се, као и другим ваздухопловцима, допао. Уз помоћ Американаца они би могли, рекли су, да пронађу авионе потребне за ово. Морнарица, увек срећна кад јој се пружи нека прилика за извођење поморских препада, одмах се сложила, а генерал Вилсон, после сат-два проведених над картама крупних размера, дао је свој коначни пристанак.
Почетак операције заказан је за 1. септембар 1944. Врховни командант НОВ и ПОЈ Тито издао је 17. августа посебна наређења свим штабовима корпуса и главним штабовима Србије, Хрватске, Словеније и Македоније, спецификујући свакој формацији појединачно објекте и комуникације које треба да нападне, рангиране према приоритету од 1 до 4.
Једна специфична околност издваја ово Титово наређење од осталих. Наиме, оно је диструбуирано савезничким, а не југословенским, радио-везама. Примљено је од савезничких официра за везу на терену при командама корпуса и главним штабовима НОВЈ, који су га затим уручили командантима НОВЈ којима је упућено. То сугерише да су Савезници били свесни да је радио-саобраћај штабова НОВЈ небезбедан и да су Немци у стању да га декодирају. Услед овог неуобичајеног пута уручивања наређења, Тито је послао свим командама депеше у којима потврђује веродостојност наређења и захтева да се поступи по њему.

## Ток операције
НОВЈ је за ову операцију ангажовала импресивне снаге: 8 корпуса и 4 оперативне зоне НОВЈ (24 дивизије и 1 оперативна група са 79 бригада и 62 одреда, са око 120.000 људи). Савезници су са своје стране ангажовали такође крупне снаге: осим Балканских ваздухопловних снага, за ову операцију добијене су и снаге америчке 15. ваздухопловне армије (енгл. USAAF 15th Air Force).
Општи тактички образац дејстава састојао се у томе да су савезничке ваздухопловне снаге имале да нападају важне објекте током дана, док би снаге НОВЈ наступале углавном ноћу. Тиме се постизала двострука корист:
- Осовинске снаге биле би изложене притиску практично непрекидно, што би их онемогућило у реорганизацији и поправљању оштећења.
- Бомбардовање је требало да ослаби осовинску одбрану, што је представљало олакшавајућу околност за снаге НОВЈ у тактичким нападима ради заузимања утврђених тачака.

Током 1. и 2. септембра 400-500 бомбардера Б-24 и Б-17 бомбардовали су одабране циљеве у Југославији, као што су: железнички мост у Краљеву, железнички мост у Митровици, мостови у Београду и Новом Саду. Наредних дана наступило је наоблачење, тако да се интензитет дејстава смањио, док 5. септембра уопште није било ваздушних напада. Они су обновљени 6. и 7. септембра.
Садејствујући у операцији, снаге НОВЈ су, према збирним подацима штабова НОВЈ, током ових седам дана заузеле 8 насеља и 49 железничких станица, порушиле пругу на 73 места, а зарушиле на 1.003 места, зарушиле путеве на 100 места, порушиле 97 мостова и 83 пропуста, уништиле или оштетиле 12 локомотива и 318 вагона и 5 оклопних возова, а запалиле 35 вагона. Поред тога, порушено је 77 km телеграфско-телефонстких линија, уништено 37 бункера, а у борби убијено 4187, а заробљено 5.782 непријатељска војника.
С обзиром да су се ова комбинована дејства показала веома ефикасним, након 7. септембра настављена су, додуше у смањеном обиму, али уз пуно коришћење тактичких искустава. Нарочито се успешно показало комбиновање дневних дејстава ваздухопловства са ноћним дејствима трупа на земљи на немачке колоне у покрету.

## Резултат операције
Већ 2. септембра у Ратном дневнику Групе армија Ф забележено је:
Нападима из ваздуха и препадима банди из заседе у току последњих 48 часова, све главне и важније помоћне железничке везе на просторији Нови Сад - Београд - Ниш - Скопље - Краљево - Кос. Митровица делом су трајно прекинуте. Истовремено је дошло до прекида главних веза за обавештавање.
Поред непосредног тактичког добитка, много је значајнији био далекосежни утицај на балканску и европску ратну позорницу. Суочен са неопходношћу извлачења својих трупа из Грчке и њиховог ангажовања против наступајуће Црвене армије, немачки Командант Југоистока фелдмаршал Вајхс овако је описао поразне ефекте ове операције и наредних дејстава на своје снаге:
Тежиште је, неоспорно, у Србији и Македонији. Треба, коначно, сматрати погрешком класификацију тога непњатеља као „бандитског противника“ а борби које се воде против њега као „рат против банди“. Ради се, изузимајући новоформиране јединице, о оперативно и тактички добро вођеним, тешким оружјем до завидне мере наоружаним групацијама снага, које се одликују динамиком коју не треба потценити и чија бројност стално расте. Нисам наклоњен грешци да непријатеља преценим, јер су управо садашње борбе, са успесима и губицима на обе стране, објективна основа за процену. Задатак овог унутрашњег непријатеља је такође уништење свих Немаца, то је његов крајњи циљ. За постизање тога циља његово главно средство је отежавање, одн. спречавање померања немачких снага, нарочито према северу, јер би тиме Немци могли постићи концентрацију својих снага којој се он у датом случају не би могао одупрети. У ствари, Тито је већ успео да, у садејству са англо-америчким ваздухопловством, скоро потпуно парализује одвијање железничког саобраћаја из Грчке прама Београду, да трупе које су вршиле померања распарча на великим одстојањима и да их многоструко веже, као и да у највећој мери тешко поремети саобраћај цистерни и довоз угља према југу, те да скоро укочи транспорте евакуације
За разлику од Априлског рата 1941, када немачким колонама ни на једном правцу наступања у Југославији није било потребно више од 2-3 дана, пробој Групе армија Е из Грчке потрајао је пуна четири месеца. Пробој је почео 1. септембра 1944, а њени предњи ешелони (11. пољска ваздухопловна и 41. тврђавска дивизија) појавиле су се на Сремском фронту 7. децембра, док је 21. армијски корпус извучен из окружења тек почетком јануара 1945. Приликом овог пробоја Група армија Е изгубила је највећи део тешког наоружања и моторизације, а нанети су јој и знатни губици у људству, тако да више није представљала респектабилну силу као пре.

## Контроверзе око операције Ратвик
Савезничка бомбардовања у Југославији била су и остала предмет спорења и различитих оцена, услед знатних цивилних жртава. Највећи део тих бомбардовања изведен је према савезничком плану стратешког уништавања ресурса којима се Осовина користи. С друге стране, нека бомбардовања била су непосредно повезана са тактичком ситуацијом у Југославији. То се нарочито односи на акције у оквиру Операције Ратвик.
Најпознатији случај ове врсте је бомбардовање Лесковца 6. септембра. То је несумњиво био лоше изведен подухват, с обзиром на бројне цивилне жртве. И сам аутор замисли за операцију, генерал Маклејн, који се пребацио у Србију да би на лицу места пратио ток и учинке операције, и који је гледао бомбардовање Лесковца са оближњег виса, изразио је резерву и неку врсту жаљења:
Следећи дан, први дан операције „Ретвик“, освануо је ведар и леп. Борба која се водила прошле ноћи била је завршена. Непријатељ се повукао, оставивши партизане на гребену и сада је све било мирно. Напад на пругу био је планиран за ту ноћ. Партизани су имали да нападну две тачке на прузи, једну северно и другу јужно од Лесковца, да тамо дигну мостове у ваздух и разоре што је могуће већи део пруге. Сам Лесковац, седиште јаког немачког гарнизона у коме се, према ономе шта је до нас допирало, налазило доста оклопних јединица, требало је да буде препуштен савезничким ваздухопловним снагама. Поред штете коју напад из ваздуха може да нанесе транспорту и објектима, он ће, како смо мислили, поколебати и морал мешовитог немачког и квислиншког гарнизона, ослабити га и тако олакшати извођење партизанске акције на пругу те исте ноћи.
Док смо доручковали, водник Кембел је дотрчао са брега, где је поставио радио-станицу, са веома хитном поруком. Била је од Била Елиота. Извиђањем из ваздуха, рекао је, потврђено је присуство јаке концентрације оклопних снага и моторних возила свих врста у Лесковцу и стога је одлучено да се пошаљу тешки бомбардери. Јединица од педесет тврђава напашће Лесковац у пола дванаест.
Нисмо очекивали напад таквих размера. Изгледало је као да се користи ковачки чекић да би се скрцао орах. До сада велики бомбардери веома су се тешко добијали, јер су били потребни за велике циљеве у Аустрији и северној Италији. Али, очигледно, операција „Ретвик“ извршиће се како треба, бар што се тиче савезничких ваздухопловних снага.
Када се приближио одређени час, окупили смо се у групици на брегу и ишчекивали. Угледавши нас како очекујемо да се нешто деси, неке сељанке и један-два старца из села придружили су нам се гледајући исто тако преко долине. Километар-два даље опазили смо беле куће у Лесковцу, на топлом јесењем сунцу. У дрвећу су цвркутале птице. Из оближње баре повремено се чуло крекетање жаба. Из кукуруза је допирало зујање безбројних инсеката. Тешко је било замислити мирнији призор. Ишчекујући, покушао сам да мислим на немачки гарнизон и тенковске посаде, а не на становништво, ситне земљопоседнике, трговце и железничаре, старце, жене и децу, који се овога тренутка, идући за својим свакодневним пословима крећу улицама.
Једанаест и двадесет, једанаест и двадесет пет часова. Још увек се ништа није чуло. Сељаци су се уморили од чекања и почели да се разилазе. У једанаест и тридесет, начелник штаба погледа на свој велики сат, који је носио на руци, посматрајући ме радознало. Питао сам се да можда није настала техничка грешка?

И онда, готово пре но што смо могли да схватимо, одиграло се све. Зачуо се звук мотора, испрва једва чујан, убрзо прелазећи у грмљавину и, подигавши главе навише, угледали смо на великој висини, низ за низом, бомбардере како лете одређеним путем, са углачаним крилима која су се пресијавала на сунцу. Сељаци су почели да их пребројавају: шест, десет, двадесет, тридесет, никад још нису видели толико авиона. Тврђаве су сад већ биле над својим циљем — и даље од њега — кад нам се учини да се читав Лесковац просто диже у ваздух у торнаду прашине, дима и крша, а рески звук заглухну нам уши. Кад смо опет погледали у небо, тврђаве, још увек строго се држећи свог курса, претворише се у мале сребрне тачкице у даљини. За неколико секунди замро је звук њихових мотора и све је око нас поново било мирно, а тишину је проламало само кукање једне жене; она има, како су рекли, рођаке у граду. Оно што је преостало од Лесковца било је обухваћено димом; изгледало је да гори неколико зграда. Чак су и партизани били потиштени.